# Friend of mine
«Friend of mine» (en español «amigo mío») es una canción realizada por el disc-jockey, productor discográfico y remezclador sueco Avicii (de nombre real: Tim Bergling); cuenta con la colaboración del dúo de vocalistas también sueco Vargas & Lagola (Vicent Pontare (Vargas) y Salem Al Fakir (Lagola)).
Fue estrenada en formato digital en el año 2017, siendo anunciante de su regreso al mundo de la música tras su repentino parón debido a problemas de salud. Esta canción está incluida en su EP "Avīci (01)", lanzado el 10 de agosto de 2017 en las plataformas de Youtube y Spotify (nominado en los premios Billboard 2018 como mejor álbum de electrónica/dance); el EP comienza con esta melodía de carácter electrónico ardiente, con una mezcla de raíces folk y sonidos synth. Sin embargo, Avicii ya había lanzado un teaser previamente en su Instagram con un fragmento de la canción, en un clip de su viaje a Perú.
(«Friend of mine» es una canción dulce, que cuenta la historia de una amistad/ amor perdida y añorada, con un mensaje que suena fiel para cualquiera que haya visto las arenas del tiempo escaparse entre sus dedos).

## Composición
La canción fue realizada por el DJ Avicii, con la colaboración de Vargas & Lagola. Está inspirada en los magníficos paisajes que Avicii visitó en el viaje que emprendió con sus amigos para escapar de las presiones de productores y mánagers (por Estados Unidos, desde la costa de California hasta Florida).
Avicii mencionó sobre su lanzamiento:
"Estoy realmente emocionado de estar de vuelta con la música una vez más. Ha pasado mucho tiempo desde que lancé algo y hace mucho tiempo que estaba tan entusiasmado con la nueva música. Mi enfoque en este primer EP del álbum fue conseguir un mezcla de canciones nuevas y antiguas: ¡algunas de las cuales los fanáticos han estado preguntando y esperando a que se mezclen con canciones nuevas que nunca antes se habían escuchado! "

## Vídeo musical
El día 10 de agosto de 2017, fue lanzado el hit por primera vez, en el cual aparece la carátula del extended play Avïci (01), el vídeo tiene más de 5.000.000 de visitas.

### Vídeo lírico
El vídeo lírico de la canción cuenta con casi 10.000.000 de visualizaciones. Fue compartido por el productor el 22 de agosto de 2017 en la plataforma de Youtube, en su canal oficial. Creado con animaciones CG y con una temática espacial, fue el primero de una serie de vídeos líricos (de su último trabajo) en los cuales una pareja de astronautas emprenden juntos diferentes aventuras en cada uno de ellos. En el los protagonistas exploran juntos una tierra mítica y desconocida.

### Vídeoclip
Para cerrar el año, el 31 de diciembre de 2017, el artista subió a su canal oficial de Youtube el videoclip del tema (último vídeo que subió a la plataforma antes de fallecer), el cual cuenta con más de 18.000.000 visualizaciones. En él se muestra el amor de una pareja que se desarrolla durante décadas, con un giro final. A lo largo de la trama, se analizan las relaciones que desarrollamos con las personas y el problema del alzhéimer. Se trata de un vídeo emocional con una trama que converge perfectamente en la historia.

## Listas de éxitos y nominaciones
- La canción llegó al número cuatro en el Billboard Hot 100 en septiembre.[8]